# Nobuharu Matsushita

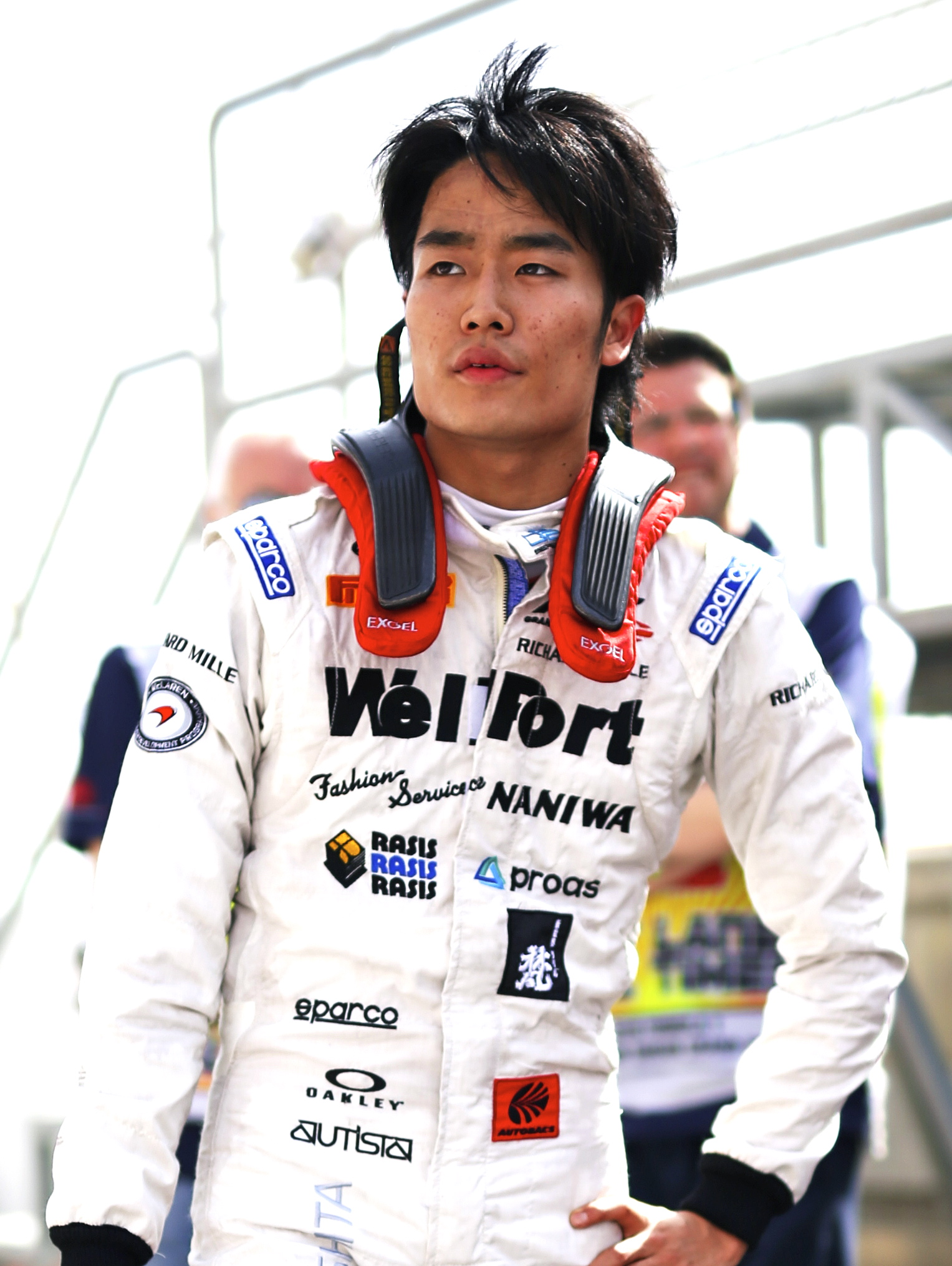
Nobuharu Matsushita (2015)

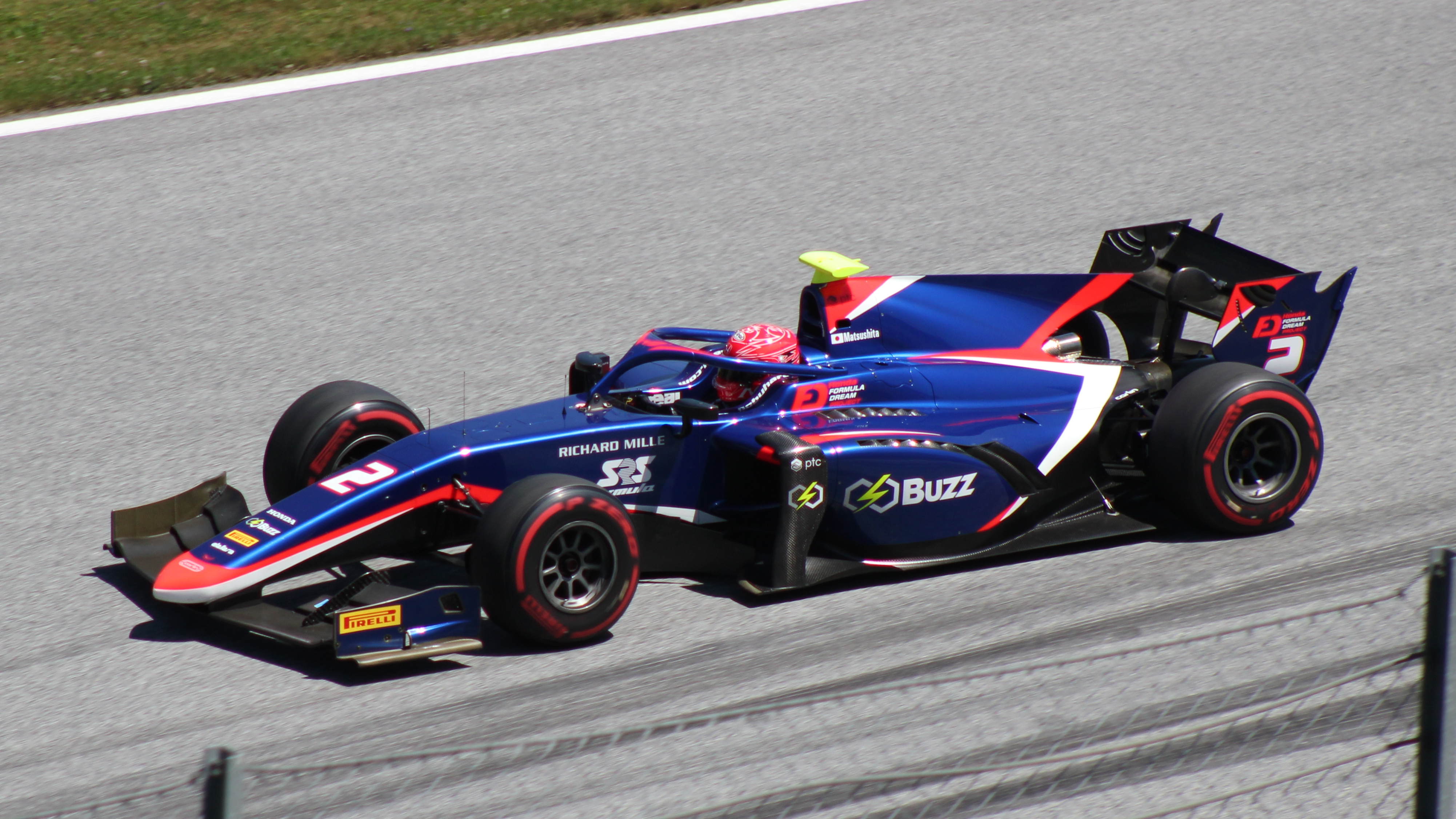
Nobuharu Matsushita beim Formel-2-Rennen in Spielberg 2019

Nobuharu Matsushita (jap. 松下 信治, Matsushita Nobuharu; * 13. Oktober 1993 in der Präfektur Tokio) ist ein japanischer Automobilrennfahrer. Er gewann 2014 die japanische Formel-3-Meisterschaft. Von 2015 bis 2020 trat er in der FIA-Formel-2-Meisterschaft (ehemals GP2-Serie) an.

## Karriere
Matsushita begann seine Motorsportkarriere 2005 im Kartsport, in dem er bis 2010 aktiv blieb. 2011 wechselte er in den Formelsport. Er startete in der Formula Pilota China für Super License zu fünf von sechs Veranstaltungen. Mit einem Sieg schloss er die Fahrerwertung auf dem vierten Platz ab. 2012 trat Matsushita in der japanischen Formel Challenge an. Er gewann fünf von zwölf Rennen und stand zehnmal auf dem Podium. Am Saisonende war er punktgleich mit Ryō Hirakawa. Da Matsushita bessere Platzierungen erzielt hatte, gewann er die Meisterschaft.
2013 wechselte Matsushita in die japanische Formel-3-Meisterschaft zu HFDP Racing. Er wurde viermal Dritter und einmal Zweiter. Ein Sieg gelang ihm nicht. Die Saison beendete er auf dem fünften Platz. 2014 bestritt Matsushita seine zweite Saison in der japanischen Formel-3-Meisterschaft für HFDP Racing. Er gewann sechs Rennen und entschied die Meisterschaft mit 102 zu 90 Punkten gegen Kenta Yamashita für sich.
2015 wechselte Matsushita dank Unterstützung von Honda nach Europa in die GP2-Serie. Er erhielt ein Cockpit bei ART Grand Prix. Beim Sprintrennen in Spielberg erzielte er mit Platz drei seine erste Podest-Platzierung. In Mogyoród gewann er das Sprintrennen und erzielte damit seinen ersten GP2-Sieg. Während sein Teamkollege Stoffel Vandoorne mit 341,5 Punkten dominant den Meistertitel gewann, beendete Matsushita seine Debütsaison mit 68,5 Punkten auf dem neunten Gesamtrang. In der Wintersaison 2015/16 nahm er an einer Veranstaltung der MRF Challenge Formel 2000 teil. Dabei gelangen ihm zwei Siege. 2016 blieb Matsushita in der GP2-Serie bei ART Grand Prix und fungierte darüber hinaus als Formel-1-Testfahrer bei McLaren. Er gewann das Sprintrennen in Monaco. Nachdem er beim Sprintrennen in Baku bei drei Restarts als Führender an Zwischenfällen beteiligt war, wurde er für die nächste Veranstaltung gesperrt. Matsushita schloss die Saison auf dem elften Rang ab. Mit 92 zu 159 Punkten unterlag er dabei seinem Teamkollegen Sergei Sirotkin. 2017 absolviert Matsushita seine dritte Saison für ART Grand Prix in der GP2-Serie, die im Winter in FIA-Formel-2-Meisterschaft umbenannt worden war.

## Statistik

### Karrierestationen
| - 2005–2010: Kartsport - 2011: Formula Pilota China (Platz 4) - 2012: Japanische Formel Challenge (Meister) - 2013: Japanische Formel 3 (Platz 5) | - 2014: Japanische Formel 3 (Meister) - 2015: GP2-Serie (Platz 9) - 2016: MRF Challenge Formel 2000 (Platz 6) - 2016: GP2-Serie (Platz 11) | - 2016: Formel 1 (Testfahrer) - 2017: Formel 2 (Platz 6) - 2019: Formel 2 (Platz 6) - 2020: Formel 2 (Platz 15) |

### Einzelergebnisse in der GP2-Serie / FIA-Formel-2-Meisterschaft
| Jahr | Team           | 1    | 2    | 3    | 4    | 5   | 6   | 7    | 8    | 9    | 10   | 11  | 12  | 13  | 14  | 15   | 16   | 17   | 18   | 19  | 20  | 21   | 22   | 23   | 24   | Punkte | Rang |
| ---- | -------------- | ---- | ---- | ---- | ---- | --- | --- | ---- | ---- | ---- | ---- | --- | --- | --- | --- | ---- | ---- | ---- | ---- | --- | --- | ---- | ---- | ---- | ---- | ------ | ---- |
| 2015 | ART Grand Prix | BRN  | BRN  | ESP  | ESP  | MON | MON | AUT  | AUT  | GBR  | GBR  | HUN | HUN | BEL | BEL | ITA  | ITA  | RUS  | RUS  | BRN | BRN | UAE  | UAE  |      |      | 68,5   | 9.   |
| 2015 | ART Grand Prix | 10   | 6    | 11   | 18   | DNF | 19  | 4    | 3    | DNF  | 19   | 8   | 1   | DNF | 15  | DNF  | 15   | 10   | 7    | 2   | DNF | 11   | C    |      |      | 68,5   | 9.   |
| 2016 | ART Grand Prix | ESP  | ESP  | MON  | MON  | AZE | AZE | AUT  | AUT  | GBR  | GBR  | HUN | HUN | GER | GER | BEL  | BEL  | ITA  | ITA  | MAS | MAS | UAE  | UAE  |      |      | 92     | 11.  |
| 2016 | ART Grand Prix | 11   | 8    | 8    | 1    | 6   | DNF | EX   | EX   | 6    | 5    | 6   | DNF | 9   | 12  | 11   | 11   | 11   | 6    | DNF | 7   | 2    | 4    |      |      | 92     | 11.  |
| 2017 | ART Grand Prix | BRN  | BRN  | ESP  | ESP  | MON | MON | AZE  | AZE  | AUT  | AUT  | GBR | GBR | HUN | HUN | BEL  | BEL  | ITA  | ITA  | ESP | ESP | UAE  | UAE  |      |      | 131    | 6.   |
| 2017 | ART Grand Prix | 8    | 14   | 4    | 1    | 3   | 7   | 12   | 6    | 6    | 14   | 10  | 8   | 5   | 1   | 16   | DNF  | 2    | 7    | 18  | 11  | 6    | 4    |      |      | 131    | 6.   |
| 2019 | Carlin         | BRN  | BRN  | AZE  | AZE  | ESP | ESP | MON  | MON  | FRA  | FRA  | AUT | AUT | GBR | GBR | HUN  | HUN  | BEL  | BEL  | ITA | ITA | RUS  | RUS  | UAE  | UAE  | 144    | 6.   |
| 2019 | Carlin         | 9    | 12   | 13   | 12   | 11  | DNF | 2    | 9    | 9    | 9    | 1   | 5   | 9   | 7   | 7    | 2    | C    | C    | 1   | 5   | 6    | DNF  | 2    | 7    | 144    | 6.   |
| 2020 | MP Motorsport  | AUT1 | AUT1 | AUT2 | AUT2 | HUN | HUN | GBR1 | GBR1 | GBR2 | GBR2 | ESP | ESP | ESP | ESP | ITA1 | ITA1 | ITA2 | ITA2 | RUS | RUS | BHR1 | BHR1 | BHR2 | BHR2 | 42     | 15.  |
| 2020 | MP Motorsport  | 9    | 6    | 17   | 11   | 12  | 11  | 10   | 7    | 11   | 18   | 1   | 5   | DNF | DNS | 15   | 11   | 11   | 14   |     |     |      |      |      |      | 42     | 15.  |

| Legende  | Legende            | Legende                                                          |
| Farbe    | Abkürzung          | Bedeutung                                                        |
| -------- | ------------------ | ---------------------------------------------------------------- |
| Gold     | –                  | Sieg                                                             |
| Silber   | –                  | 2. Platz                                                         |
| Bronze   | –                  | 3. Platz                                                         |
| Grün     | –                  | Platzierung in den Punkten                                       |
| Blau     | –                  | Klassifiziert außerhalb der Punkteränge                          |
| Violett  | DNF                | Rennen nicht beendet (did not finish)                            |
| Violett  | NC                 | nicht klassifiziert (not classified)                             |
| Rot      | DNQ                | nicht qualifiziert (did not qualify)                             |
| Rot      | DNPQ               | in Vorqualifikation gescheitert (did not pre-qualify)            |
| Schwarz  | DSQ                | disqualifiziert (disqualified)                                   |
| Weiß     | DNS                | nicht am Start (did not start)                                   |
| Weiß     | WD                 | zurückgezogen (withdrawn)                                        |
| Hellblau | PO                 | nur am Training teilgenommen (practiced only)                    |
| Hellblau | TD                 | Freitags-Testfahrer (test driver)                                |
| ohne     | DNP                | nicht am Training teilgenommen (did not practice)                |
| ohne     | INJ                | verletzt oder krank (injured)                                    |
| ohne     | EX                 | ausgeschlossen (excluded)                                        |
| ohne     | DNA                | nicht erschienen (did not arrive)                                |
| ohne     | C                  | Rennen abgesagt (cancelled)                                      |
| ohne     | keine WM-Teilnahme |                                                                  |
| sonstige | P/fett             | Pole-Position                                                    |
| sonstige | 1/2/3/4/5/6/7/8    | Punktplatzierung im Sprint-/Qualifikationsrennen                 |
| sonstige | SR/kursiv          | Schnellste Rennrunde                                             |
| sonstige | *                  | nicht im Ziel, aufgrund der zurückgelegten Distanz aber gewertet |
| sonstige | ()                 | Streichresultate                                                 |
| sonstige | unterstrichen      | Führender in der Gesamtwertung                                   |